# УНАФ
Союз Футбольних Федерацій Північної Африки, УНАФ (англ. Union of North African Football Federations, UNAF) — асоціація, що контролює футбол у країнах Північної Африки, контролюється КАФ. Створений у 2005 році. Наразі до УНАФ входять чотири країни з п'яти країн-засновниць: Алжир, Лівія, Марокко та Туніс. Єгипет зняв своє членство у 2009 році через інциденти, що супроводжували відбірковий матч плей-офф до Чемпіонату світу.